# Кикова
Кикова́ (укр. Кикова) — село на Украине, основано в 1668 году, находится в Новоград-Волынском районе Житомирской области.
Население по переписи 2001 года составляет 1223 человека. Почтовый индекс — 11787. Телефонный код — 4141. Занимает площадь 3,994 км².

## Адрес местного совета
11787, Житомирская область, Новоград-Волынский р-н, с. Кикова